# چیکن‌فوت
چیکن فوت (به انگلیسی: Chickenfoot) نام اَبَرگروهی است که توسط جو ستریانی به همراه سمی هیگار(خواننده پیشین ون هیلن)، مایکل آنتونی(باسیست پیشین ون هیلن) و چاد اسمیت(درامر رد هات چیلی پپرز) در سال ۲۰۰۸ تشکیل دادند. از این سوپرباند تاکنون دو آلبوم به نام‌های چیکن فوت و چیکن‌فوت ۳ منتشر شده‌است.از سال ۲۰۱۱ Kenny Aronoff نیز به عنوان درامر در تورهای گروه به اجرا می پردازد.